# Geórgiy Malenkov
Geórgiy Maksimiliánovich Malenkov (em russo: Гео́ргий Максимилиа́нович Маленко́в; Oremburgo, 8 de janeiro de 1902 — Moscou, 14 de janeiro de 1988) foi um político soviético que sucedeu brevemente a Josef Stalin como líder da União Soviética. No entanto, por insistência do resto do Presidium, ele renunciou ao controle do aparato partidário em troca de permanecer como primeiro-ministro e primeiro entre iguais na liderança coletiva soviética. Ele então se envolveu em uma luta pelo poder com Nikita Khrushchov que culminou com sua remoção do cargo de primeiro-ministro em 1955, bem como do Presidium em 1957.

## Carreira
Malenkov nasceu em Orenburg, na Rússia imperial, numa família de oficiais militares. Entrou para o Exército Vermelho em 1919 e para o PCUS em abril de 1920. Durante sua carreira militar, trabalhou como comissário político. Após dar baixa do Exército Vermelho em 1921, Malenkov foi estudar na Escola Técnica Superior de Moscou. Formou-se em 1925 e, desde então, trabalhou para o Partido Comunista, onde se tornou um dos confidentes de Stalin. Junto com Lavrenti Beria, Malenkov ajudou Stalin durante os expurgos de 1936-1937. Mais tarde, tornou-se rival de Beria.
Malenkov foi indicado para o Politburo, mas só entrou para o órgão em 1946. Apesar de ter sido preterido por seus adversários Andrei Jdanov e Beria, ele logo voltou às graças com Stalin, especialmente após a derrocada de Jdanov. Em pouco tempo, Malenkov uniu forças com Beria e, juntos, fizeram com que aliados de Jdanov fossem expurgados e mandados para campos de trabalho forçado. Em 1952, Malenkov tornou-se membro do secretariado do PCUS. A morte de Stalin, no ano seguinte, alçou Malenkov brevemente ao posto mais alto da URSS e, com o apoio de Beria, ele chegou a ser Premier e primeiro-secretário do partido.
No entanto, por oposição de membros do Presidium, Malenkov foi forçado a renunciar à liderança do partido em 13 de março, sendo sucedido por Nikita Khruschov em setembro. Durante alguns anos, existiu uma espécie de duunvirato entre Khruschov e Malenkov.
Malenkov continuou como premier por dois anos, durante os quais foi o governante de facto da URSS. Nesse período, ele deixou clara sua oposição ao uso de armas nucleares e declarou que "uma guerra nuclear poderia levar à destruição global". Também defendeu a reorientação da economia soviética para a produção de bens de consumo em detrimento da indústria pesada, algo que seu sucessor Khruschov iria enfatizar.
Malenkov foi forçado a deixar o cargo em fevereiro de 1955, depois de ser atacado por suas ligações próximas com Beria (que já havia sido executado como traidor em dezembro de 1953) e pelo ritmo lento das reformas, particularmente quanto à reabilitação de presos políticos. Malenkov permaneceu no órgão sucessor do Politburo o Presidium. Entretanto, em 1957 foi forçado a renunciar mais uma vez em virtude de sua participação numa tentativa fracassada de depor Khruschov — da qual também participaram Nikolai Bulganin, Viatcheslav Molotov e Lazar Kaganovitch. No entanto, diferentemente de Stalin, Khrushchev poupou a vida dos conspiradores e apenas reduziu suas influências na política soviética. Em 1961, Malenkov foi expulso do Partido Comunista e exilado internamente na própria URSS.
Malenkov acabou gerente de uma usina hidrelétrica no Cazaquistão até morrer.